# فراری جی‌تی۴

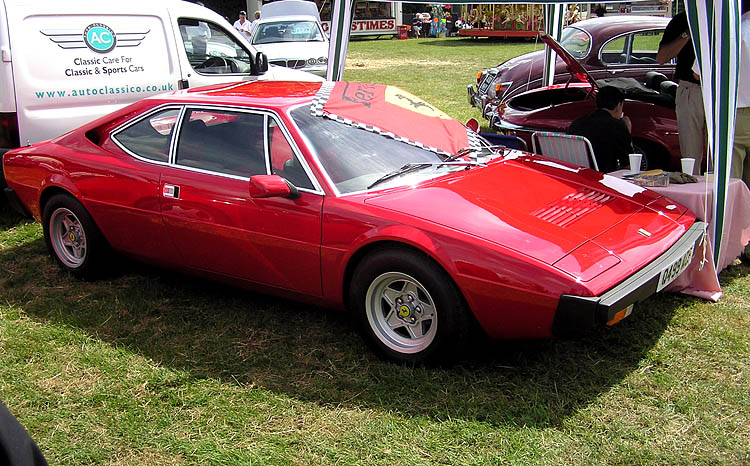

فراری جی‌تی۴ (Ferrari GT۴) خودرویی است که در سال‌های ۱۹۷۳–۱۹۸۰تولید شده‌است.
این خودرو در کلاس خودرو اسپورت قرار گرفته، طراحی آن خودروهای موتور وسط عقب-محور عقب بوده است.